# Parafia św. Izydora w Gowinie
Parafia św. Izydora w Gowinie – parafia rzymskokatolicka, znajdująca się w archidiecezji gdańskiej, w dekanacie Luzino. 
Od 2016 proboszczem parafii jest ks. Jarosław Hinc. Wcześniej tę funkcję pełnił ks. kan. Jan Gabański (2008–2016). 